# یواس‌اس سیمز (دی‌دی-۴۰۹)
یواس‌اس سیمز (دی‌دی-۴۰۹) (به انگلیسی: USS Sims (DD-409)) یک کشتی بود که طول آن 348&nbsp;ft, 3¼&nbsp;in, (106.15&nbsp;m) بود. این کشتی در سال ۱۹۳۹ ساخته شد.